# Laud'Ars
Laud'ars és una orquestra de llaüts, bandúrries i guitarres de Sant Joan Despí. Va néixer l'any 1983 de la mà d'Andrés-Ángel Sánchez García amb el nom d'Agrupación Laudística Cierzo. Actualment està formada per una vintena de músics no professionals. Els estils de les peces que interpreten és antic, clàssic i modern. El seu repertori inclou obres de Richard Strauss, Eduard Toldrà, Karl Jenkins, Manuel de Falla, Enrique Granados o Ástor Piazolla. El seu director és Manuel Gómez.
Anualment, organitzen la Trobada Llaudística de Sant Joan Despí. Es tracta d'un concert que compta amb la participació d'una orquestra convidada. En les seves vint edicions, hi han participat grups d'àmbit estatal i internacional (Luxemburg, Portugal o Japó).